# Commission départementale des Antiquités de la Seine-Maritime
La Commission départementale des Antiquités, communément appelée CDA, est une commission départementale créée en 1818. Elle est chargée d’aider à la conservation des bâtiments et objets d’art de Seine-Maritime.

## Historique
Le comte Joseph François René de Kergariou, préfet de la Seine-Inférieure, crée en 1818 la Commission départementale des Antiquités de la Seine-Inférieure dont les objectifs sont la recherche, la description et l'aide à la conservation des bâtiments et objets d'arts appelés Antiquités au XIXe siècle.
Tombée à l'arrêt, son successeur le baron Charles-Achille de Vanssay réorganise cette commission en 1821, il pousse les maires du département à la recherche des antiquités du département, et sous ses soins est publié, en 1823, un annuaire statistique du département. 
Elle est à l'origine de la création du musée des Antiquités de Rouen en 1831 et a joué un rôle important dans la sauvegarde des abbayes de Jumièges et Saint-Georges-de-Boscherville.

## Liste des vice-présidents
- 1821 - 1827 : Pierre Gosseaume
- 1827 - 1864 : Jean Rondeaux
- 1864 - 1875 : Jean Benoît Désiré Cochet
- 1875 - 1908 : Charles de Beaurepaire
- 1908 - 1919 : Gaston Le Breton
- 1919 : Raphaël Garreta
- 1920 : Albert Tougard
- 1919 - 1939 : Ferdinand Coutan
- 1939 - 1946 : Olivier Costa de Beauregard
- 1946 - 1951 : Pierre Chirol
- 1951 - 1969 : Georges Lanfry
- 1969 - 1975 : Pierre-Maurice Lefebvre
- 1975 - 1997 : François Burckard
- 1998 - 2005 : Philippe Manneville
- 2005 - .... : Jean-Pierre Watté

## Membres
- Eustache-Hyacinthe Langlois (1777-1837)
- Emmanuel-Pierre Gaillard (1779-1836)
- Eustache de La Quérière (1783-1870)
- Henry Barbet (1789-1875)
- Louis-Henri Brévière (1797-1869)
- Charles de Stabenrath (1801-1841)
- Charles Robert (1804-1885)
- Jean Benoît Désiré Cochet (1812-1875)
- Eugène-Louis-Ernest de Buchère de Lépinois
- Alfred Darcel (1818-1893)
- Paul Baudry (1825-1909)
- Charles de Beaurepaire (1828-1908)
- Charles Maillet du Boullay (1829-1891)
- Alexandre Héron (1829-1903)
- Julien Loth (1837-1913)
- Édouard Duveau (1839-1917)
- Albert Tougard (1841-1920)
- Louis Sauvageot (1842-1908)
- Léon de Vesly (1844-1920)
- Jules Adeline (1845-1909)
- Georges Dubosc (1854-1927)
- Pierre Le Verdier (1854-1935)
- Albert Anthiaume (1855-1931)
- Georges Bouctot (1855-1929)
- Louis Dubreuil (1873-1943)
- Edmond Spalikowski (1874-1951)
- Georges Lanfry (1884-1969)
- Robert Eude (1899-1965)
- François Burckard (1928-2017)
- Lucien-René Delsalle (1935-2018)
- Jean-Pierre Chaline
- Henry Decaëns